# Montecastello
Montecastello (Moncasté in piemontese) è un comune italiano di 274 abitanti della provincia di Alessandria in Piemonte.

## Geografia fisica

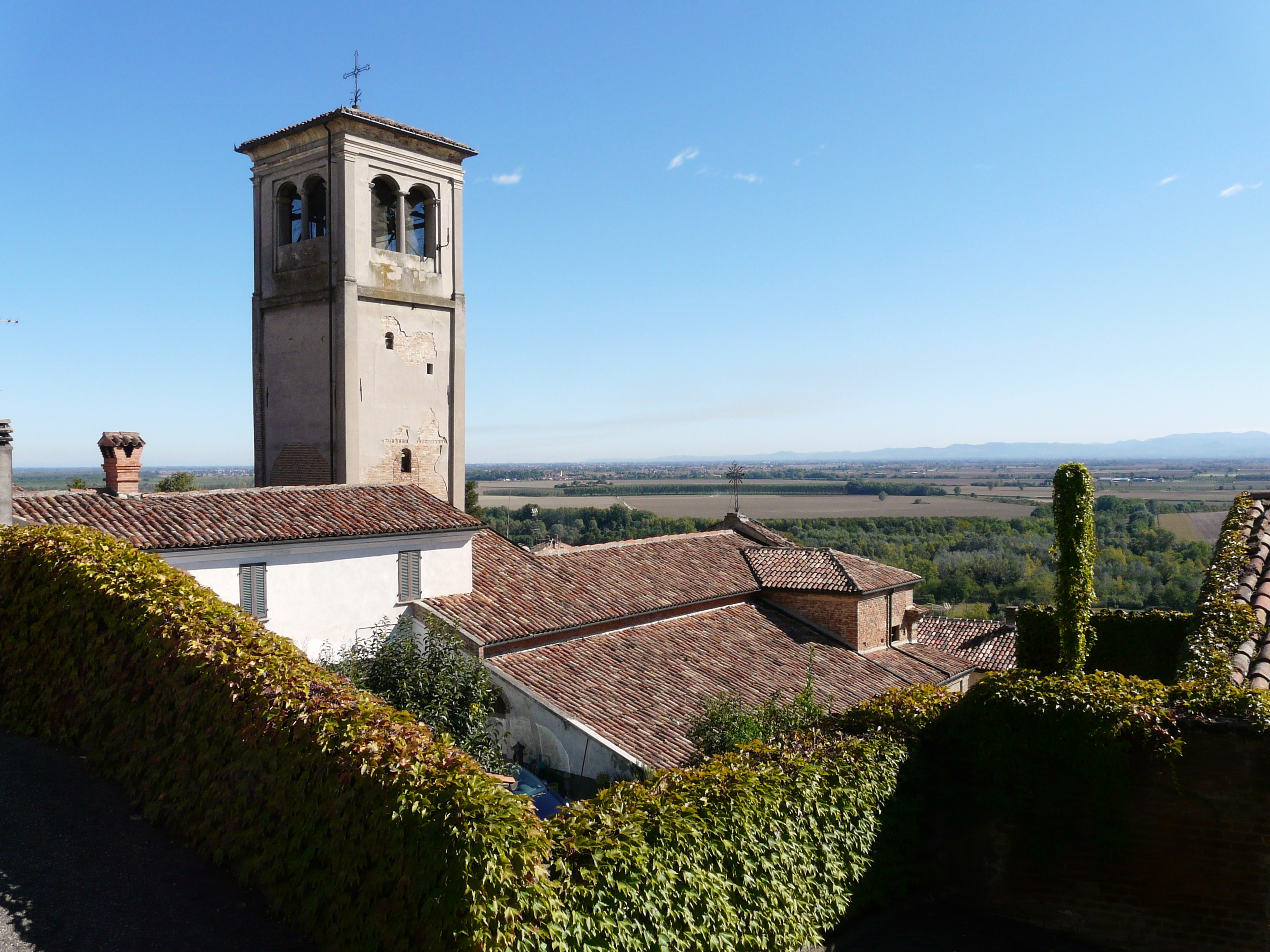
Il centro storico e il campanile della parrocchiale di Santa Maria di Ponzano

Situato sulle rive del fiume Tanaro in territorio collinare, il paese comprende le frazioni di San Bernardo e San Zeno. Un castello di origine medievale domina dall'alto l'abitato del capoluogo.

## Storia

### Simboli
Lo stemma e il gonfalone del comune di Montecastello sono stati concessi con decreto del presidente della Repubblica del 20 giugno 1961.
Lo stemma è d'azzurro al castello d'argento, munito di due torri merlate alla ghibellina, fondato su un terreno al naturale e cimato da un'aquila, al volo abbassato, dello stesso; il tutto accompagnato in capo da una croce di Malta d'argento, accostata da due stelle a cinque raggi dello stesso. Sotto lo scudo, su lista d'argento, il motto in caratteri di nero: astri tui semper meminisse.
Il gonfalone è un drappo di bianco.

## Società

### Evoluzione demografica
Abitanti censiti

## Amministrazione

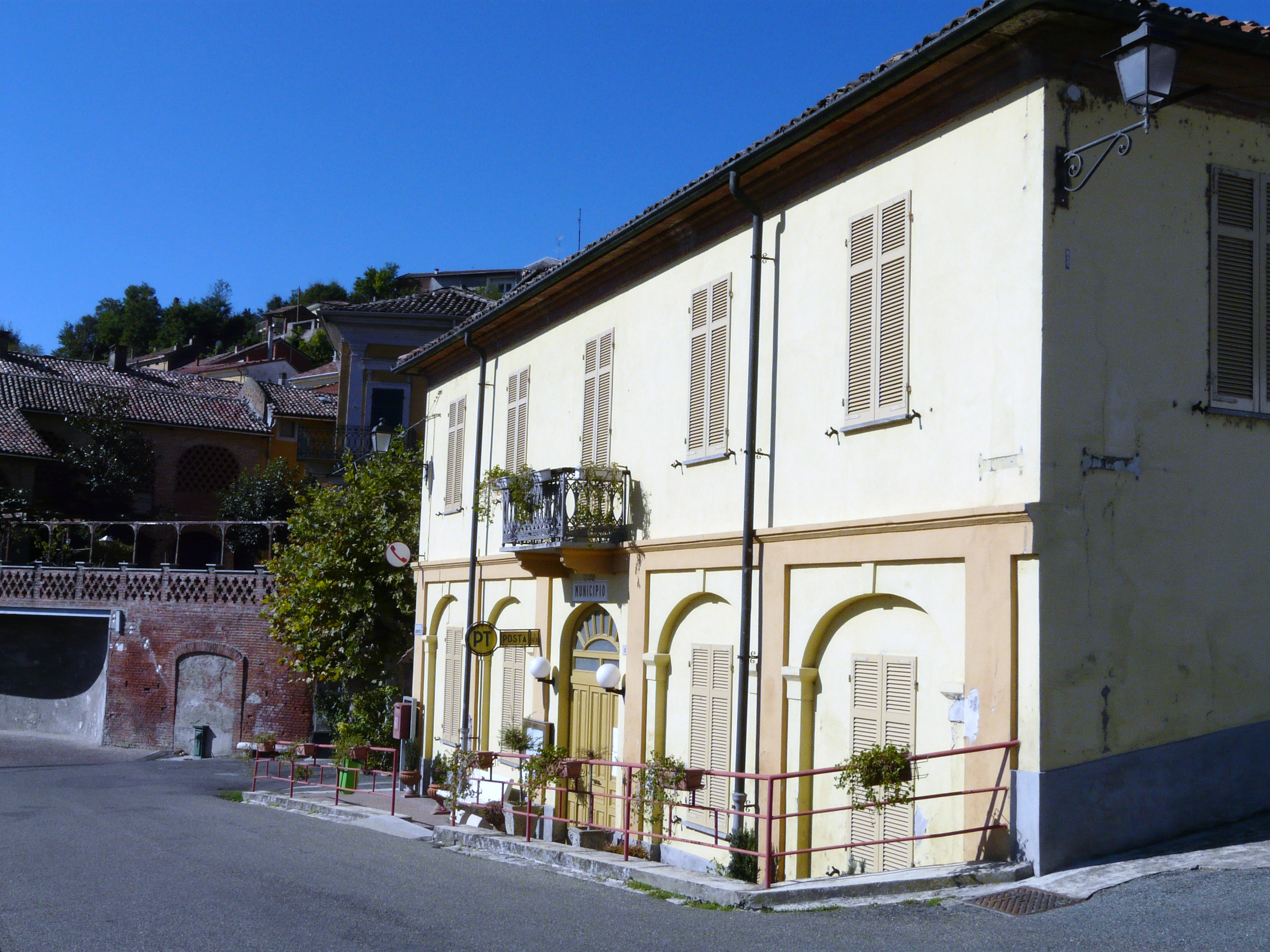
Il municipio

Di seguito è presentata una tabella relativa alle amministrazioni che si sono succedute in questo comune.
| Periodo          | Periodo        | Primo cittadino          | Partito                           | Carica  | Note  |
| ---------------- | -------------- | ------------------------ | --------------------------------- | ------- | ----- |
| 31 maggio 1985   | 8 giugno 1990  | Giuseppe Vescovi         | lista civica                      | Sindaco | [ 6 ] |
| 8 giugno 1990    | 24 aprile 1995 | Valter Barisone          | Partito Liberale Italiano         | Sindaco | [ 6 ] |
| 24 aprile 1995   | 27 giugno 1996 | Clemente Gay             | centro                            | Sindaco | [ 6 ] |
| 18 novembre 1996 | 14 maggio 2001 | Clemente Gay             | centro                            | Sindaco | [ 6 ] |
| 14 maggio 2001   | 30 maggio 2006 | Carlo Piccotti           | lista civica                      | Sindaco | [ 6 ] |
| 30 maggio 2006   | 16 maggio 2011 | Carlo Francesco Piccotti | lista civica                      | Sindaco | [ 6 ] |
| 16 maggio 2011   | 6 giugno 2016  | Gianluca Penna           | lista civica Vivere Montecastello | Sindaco | [ 6 ] |
| 6 giugno 2016    | 3 ottobre 2021 | Gianluca Penna           | lista civica Vivere Montecastello | Sindaco | [ 6 ] |
| 3 ottobre 2021   | in carica      | Gianluca Penna           | lista civica Vivere Montecastello | Sindaco | [ 6 ] |

### Altre informazioni amministrative
Il comune di Montecastello venne soppresso nel 1928, nell'ambito delle fusioni fasciste. Il suo territorio verrà inglobato nel comune di Pietra Marazzi e, in piccola parte, in quello di Bassignana. Montecastello riacquisterà la propria autonomia solo nel 1956. Dal 1859 al 1927 fu parte del mandamento di Bassignana e del circondario di Alessandria, fino alla soppressione degli enti mandamentali e circondariali nel 1927.